# Кёр Юсуф Зияюддин-паша
Кёр Юсуф Зияюддин-паша (тур. Kör Yusuf Ziyaüddin Paşa; «Юсуф Зияуддин-паша Слепой»), также Кёр Юсуф Зия-паша (тур. Kör Yusuf Ziya Paşa), Юсуф Зия-паша (тур. Yûsuf Ziyâ Paşa) и Юсуф Зияеддин-паша (тур. Yûsuf Ziyâeddin Paşa; ? — 1819) — османский государственный деятель грузинского происхождения, дважды великий визирь Османской империи (1798—1805, 1809—1811). Будучи великим визирем, он командовал османскими сухопутными силами против французской армии во время османского отвоевывания Египта и позднее служил командующим в войне Османской империи с Россией.

## Биография
Дата рождения Кер Юсуфа неизвестна. Он был грузин по происхождению. В результате несчастного случая во время игры в копье он ослеп на один глаз, отсюда и его имя Kör («Слепой»). Кер Юсуф был известен своим фатализмом и благочестием, а также тем, что был компетентным командиром. Кер Юсуф начал свою карьеру в качестве государственного клерка, а затем в качестве интенданта шахт. Он был повышен до звания визиря и был назначен губернатором эялета Диярбекир в 1793 году, затем эялета Эрзурум в 1794 году и эялета Чылдыр и эялета Трабзон в 1796 году.

## Великий визирь
Кер Юсуф был назначен султаном Селимом III великим визирем 25 октября 1798 года. Он был вовлечен в дела как центрального правительства, так и периферийных провинций. Во время своего первого срока он и его сыновья, Мехмет-бей и Сабит Юсуф-бей, приобрели многочисленные налоговые фермы в эялете Диярбакыр, а Кер Юсуф также владел половиной доли медного завода в городе Диярбакыр.
В 1799 году Кер Юсуф был назначен командующим османской сухопутной армией, мобилизованной в Ускюдаре, чтобы восстановить контроль Стамбула над Египтом и изгнать французские войска, оккупировавшие эту провинцию во время французской кампании Наполеона в Османской империи. В начале мобилизации армия Кер Юсуфа состояла из 15 000 солдат, но после набора солдат из Алеппо и Дамаска, число выросло до 25 000 к тому времени, когда османская армия достигла Египта из своего пункта сбора в Газе. Арнауты составляли самую многочисленную часть войск Кер Юсуфа и были склонны к мятежу. В состав османской армии входили пятитысячная кавалерия и контингент янычар. В январе 1800 года великий визирь Кер Юсуф Зияюддин-паша подписал конвенцию в Аль-Арише с французским генералом Жаном Батистом Клебером и британским адмиралом Сиднеем Смитом, которая предусматривала эвакуацию французских войск из Египта. Однако конфликт возобновился, и войска Клебера разбили османскую армию и союзные мамлюкские войска в Гелиополисе в марте 1800 года. Клебер был убит в середине июня, а в декабре 1801 года турецко-британские войска разбили французский корпус в Египте.
Когда Кер Юсуф Зияюддин-паша вступил в Каир, он обвинил христиан в сотрудничестве с французами, казнил их или выслал из страны, а также конфисковал их богатое имущество. Разобравшись с некоторыми делами Египта после ухода французов, Кер Юсуф отбыл из Египта в Сирию. 21 апреля 1805 года Кер Юсуф Зияюддин-паша ушел в отставку с поста великого визиря и некоторое время уединенно жил в своём доме.

## Дальнейшая политическая карьера
Кер Юсуф Зияюддин-паша был назначен на второй срок губернатором Трабзона в марте 1807 года. В сентябре он был назначен губернатором эялета Багдада и Басры, а в октябре 1807 года стал наместником Коньи и Алеппо . В 1808 году он был назначен на второй срок губернатором Эрзурума и получил высокий пост шарк-сераскири (главнокомандующего османским войсками на востоке), что делало его ответственным за все османские вооруженные силы в провинциях Диярбакыр, Сивас, Трабзон, Малатья, Мараш, Чорум и Мосул. Кер Юсуф Зияюддин-паша успешно действовал против русских войск в Ахалкалаки.
Кер Юсуф Зияюддин-паша был назначен султаном Махмудом II на второй срок в качестве великого визиря в 1809 году. Во время своего второго срока он руководил усилиями против русских на Румелийском фронте в течение двух лет. Он был уволен с поста великого визиря 10 мая 1811 года. Кер Юсуф Зияюддин-паша был назначен губернатором санджака Хиос в 1817 году, после того, как был назначен наместником санджака Эгбиоз в 1815 году. Кер Юсуф Зияюддин-паша скончался на острове Хиос в 1819 году и был похоронен в гробнице Шейха Ильяса на острове, который сегодня является частью Греции.